# Cantó de Llemotges Isla

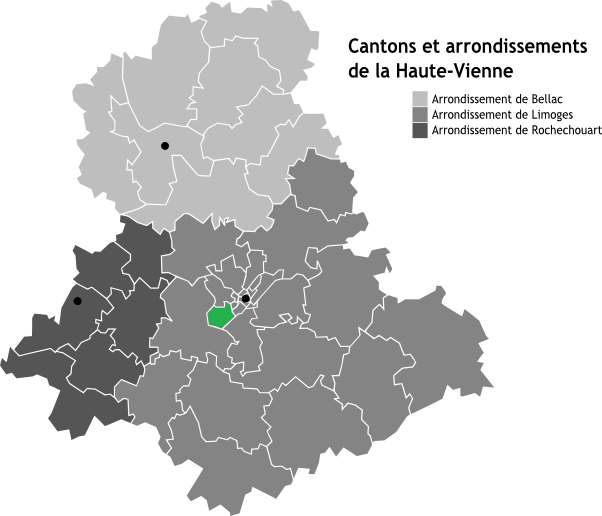
Situació del cantó.

El cantó de Llemotges Isla és un cantó francès del departament de l'Alta Viena, situat al districte de Llemotges. És format per un municipi i part del de Llemotges.

## Municipis
- Isla
- Llemotges

## Història
| Data d'elecció                           | Identitat         | Partit | Qualitat |
| ---------------------------------------- | ----------------- | ------ | -------- |
| 1973-1992                                | Robert Laucournet | PS     |          |
| 1992-                                    | Marcel Faucher    | PS     |          |
| les dades anteriors no són pas conegudes |                   |        |          |
|                                          |                   |        |          |

## Demografia
| 1962 | 1968 | 1975 | 1982 | 1990 | 1999 | 2006   |
| ---- | ---- | ---- | ---- | ---- | ---- | ------ |
| -    | -    | -    | -    | -    | -    | 13.182 |